# Lamippe bouligandi
Lamippe bouligandi is een eenoogkreeftjessoort uit de familie van de Lamippidae. De wetenschappelijke naam van de soort is voor het eerst geldig gepubliceerd in 1972 door Laubier.